# Alticopus
Alticopus är ett släkte av skalbaggar. Alticopus ingår i familjen plattnosbaggar.
Kladogram enligt Catalogue of Life:
| Alticopus | \| \| Alticopus galeazzii \| \| \| \| |
|           | \| \| Alticopus galeazzii \| \| \| \| |
|           | Alticopus galeazzii                   |
|           |                                       |